# Квинт Варий Север Хибрида
Квинт Варий Север Хибрида (Quintus Varius Severus Hibrida; * между 125 и 120 пр.н.е.; † след 90 пр.н.е.)) e политик на Римската република от началото на 1 век пр.н.е. по време на Съюзническата война. Произлиза от Сукро, Испания (в Кандамо, област Астурия). Майка му е испанка. Той е първият римски политик от испанскa провинция.
През 90 пр.н.е. Варий Хибрида е народен трибун. Тази година консули са Луций Юлий Цезар III и Публий Рутилий Луп.
Подготвя закона lex Varia, с който се обябява против политиката на предшественика си Марк Ливий Друз. Отварят се съдилища (Quaestio), които имат задачата да преследват и осъдят тези, които са подбуждали съюзниците на въстание против Рим. Изглежда е поддикнат за този закон от конниците.
По време на гласуването на закона се стига до големи стълковения. Когато служебните колеги на Варий се обябяват против предложения закон (intercessio) са заплашвани от конниците.
Между първите, които са заплашени от присъда са Луций Калпурний Бестия и Гай Аврелий Кота. Те бягат от Рим в изгнание. Скоро след това са обвинени
Марк Антоний Оратор и Квинт Помпей Руф. Марк Емилий Скавър е също обвинен, но печели обичта на народа и е освободен.
Следващата година Варий Хибрида също е обвинен и осъден и законът му lex Varia премахнат. Той отива в изгнание и умира извън Рим.

## Original texts
- Апиан, Die Bürgerkriege, Buch 1,37
- Асконий, 22
- Цицерон, Brutus 304-305
- Валерий Максим, 8,6,4